# Кирьянов, Игорь Константинович
И́горь Константи́нович Кирья́нов (род. 19 сентября 1958, Пермь) — российский историк, доктор исторических наук, доцент, профессор кафедры междисциплинарных исторических исследований Пермского университета, заведующий отделом по исследованию политических институтов и процессов ПФИЦ УрО РАН. Декан историко-политологического факультета ПГНИУ (1990—2018), почётный работник высшего профессионального образования РФ (1999), заслуженный работник высшей школы РФ (2009).

## Биография
Будучи студентом Пермского государственного университета, неоднократно принимал участие в археологических и этнографических экспедициях, в 1976 году совместно с П. Ю. Павловым открыл выдающийся раннемезолитический памятник — стоянку Горная Талица на р. Чусовой. В 1980 году окончил исторический факультет ПГУ; с того же года работал на кафедре истории СССР (новейшей истории России). В 1981—1983 годах работал внештатным сотрудником историко-архитектурного музея «Хохловка».
С 1990 по 2018 год — декан исторического (с 1996 года — историко-политологического) факультета; в 2000—2019 годах — заведующий кафедрой новейшей истории России. Под руководством И. К. Кирьянова факультет сохранился в неблагополучных экономических условиях 1990-х годов и существенно укрепил свои позиции в период стабилизации 2000-х. Здесь впервые в России в 1996 году на базе классического истфака была открыта специальность «Политология», затем в 2005 году — «Государственное и муниципальное управление» и с 2011 года — «Международные отношения». В 2015—2016 годах — профессор кафедры политических наук, с 2019 года — профессор кафедры междисциплинарных исторических исследований ПГНИУ.
В 1988 году в МГИАИ защитил кандидатскую диссертацию «Эволюция общественного сознания крестьянства Урала в период капитализма: 1861 — февраль 1917 г. (по материалам Вятской и Пермской губерний)», в 2009 году в УдГУ — докторскую диссертацию «Российские парламентарии начала XX века: новые политики в новом политическом пространстве» (официальные оппоненты С. Л. Бехтерев, Л. И. Бородкин и Р. А. Циунчук). Член Экспертного совета ВАК РФ по истории (2013—2018); член редколлегии научного журнала «Вестник Пермского университета. Сер. „История“».
Лауреат премии Пермского края в области науки (2006). Входит в состав Учёного совета Пермского краеведческого музея и Объединённого научного совета краевых государственных архивов. В 2009 году был избран членом Общественной палаты Пермского края, в 2012—2013 годах — председатель ОППК. В 2018 году возглавил отдел по исследованию политических институтов и процессов ПФИЦ УрО РАН.
Сфера научных интересов: политическая история России и историческая информатика. Является автором более 100 научных публикаций, включая 7 монографий.
Дочь — Ольга (род. 1984).

## Избранные работы
Монографии
- Парламент самодержавной России: Государственная Дума и её депутаты, 1906—1917. Пермь: Изд-во Перм. ун-та, 1995. 168 с. (в соавт. с М. Н. Лукьяновым)
- Пермские губернаторы: традиции и современность / под общ. ред. И. К. Кирьянова и В. В. Мухина. Пермь: Изд-во Перм. ун-та, 1997. 214 с.
- Законодательное собрание Пермской области, 1994—2004: История представительных органов власти и учреждений Прикамья (Фотокнига). Пермь, 2004. 192 с. (в соавт. с С. И. Корниенко и др.)
- Пермские депутаты Государственной Думы. Пермь, 2006. 80 с.
- Российские парламентарии начала XX века: новые политики в новом политическом пространстве. Пермь, 2006. 368 с.
- Рыболовство в Пермском крае в стародавние времена. Пермь, 2007. 168 с. (в соавт. с С. Н. Коренюком и Г. Н. Чагиным)
- Парламентарий в позднеимперской России: «natus ad moriendum»? Saarbrücken: Lambert Academic Publishing, 2011. 372 p.
- Пермский университет. Первые сто лет. Т. 1. Узлы университетской истории / Под ред. И. К. Кирьянова. — Пермь: ПГНИУ, 2018. — 218 с., илл.
- Визуализация политического: феномены, смыслы, потенциал / Под ред. И. Кирьянова, К. Киселева, В. Ковина. — Пермь: ПФИЦ УрО РАН, 2019. — 204 с.
- История местного управления и самоуправления в Пермском крае / под ред. И. К. Кирьянова. — Пермь, 2021.

Учебные пособия
- К изучению истории СССР XX века: метод. рек. для учителей истории средних школ, СПТУ, студентов-историков по новому содержанию преподавания истории. Пермь, 1989. 61 с. (в соавт.)
- Россия в начале XX века: К изучению истории СССР: метод. рек. для учителей истории средних школ, СПТУ и студентов-историков вузов. Пермь, 1990. 83 с. (в соавт.)
- История России в документах и материалах. Пермь, 1991. Ч. 1—3. (совм. с О. Л. Лейбовичем и М. Н. Лукьяновым)
- Россия в начале XX века: уч. пособие. Пермь, 1993. Ч. 1—2. (в соавт.)
- Россия, 1900—1917: книга для тех, кто изучает историю Отечества. Пермь, 1993. 190 с.
- Гуманитаризация образования: книга для учителя. Пермь, 1999. Изд. 2-е. 82 с. (в соавт.)
- Россия и Британия в поисках достойного правления / под общ. ред. И. Кирьянова, Н. Оуэна, Дж. Сникера. Пермь: Изд-во Перм. ун-та, 2000. 284 с.
- Отечественная история: Программа курса / Западно-Уральский институт экономики и права. Пермь, 2004. 18 с. (в соавт.)
- Мы — разные: книга для чтения по проблемам толерантности. Пермь, 2005. (2-е изд. Пермь, 2007). 158 с. (в соавт.)
- Словарь парламентских терминов. Пермь, 2007. 80 с. (в соавт.)

Статьи
- Предтечи: о правом радикализме в прошлом и настоящем // Пульс 90. Пермь, 1990 (в соавт. с М. Н. Лукьяновым);
- Российская бюрократия в условиях кризиса (1905—1906) // Политическая и духовная культура Европы (новое и новейшее время). Пермь, 1992 (в соавт. с М. Н. Лукьяновым);
- Консерватизм в современном мире // Новая и новейшая история. 1994. № 3 (в соавт. с О. Б. Подвинцевым);
- Социокультурные факторы формирования политика-реформатора в России начала XX в. // Исследования по консерватизму. Вып. 4. Пермь, 1997;
- Преемственность и обновление: К эволюции института губернаторства в России // Пермские губернаторы: Традиции и современность. Пермь, 1997 (в соавт.);
- Российские консерваторы в III Государственной Думе: эволюция парламентского поведения // Исторические метаморфозы консерватизма. Пермь, 1998;
- Базы данных парламентского поведения депутатов III Государственной Думы (1907—1912) // Новые информационные ресурсы и технологии в исторических исследованиях и образовании. М., 2000;
- Историческое развитие политических систем России и Соединённого Королевства // Россия и Британия в поисках достойного правления. Пермь, 2000 (в соавт.);
- Типы модернизационных процессов и политическое поведение российских избирателей в начале XX в. // Вестник Пермского университета. 2001. Вып. 1. История;
- Социокультурные факторы политического выбора в России начала XX в. // Круг идей: Историческая информатика в информационном обществе. М., 2001;
- Государственная Дума в 1917 г. // Вестник Пермского университета. 2002. Вып. 3. История;
- «Homo politicus» и публичный политик в России начала XX в. // Вестник РУДН. Серия «История России». 2004. № 3;
- Информационная система «Российские парламентарии начала XX в.» // Вестник Пермского университета. Сер. «История, политология». 2005. Вып. 5 (в соавт. с С. И. Корниенко);
- Провал премьеры либеральной пьесы: первый опыт российского транзита // ПолИс. 2005. № 5;
- Депутат Государственной Думы начала XX в.: правовой и общественный статус // ПолИс. 2006. № 2;
- «Русский транзит» начала XX в.: к истории изменённого маршрута // Управленческое консультирование. 2006. № 2;
- Своими парламентами люди всегда недовольны // Компаньон magazine. 2006. № 3;
- Демократический транзит и рождение Homo politicus в России начала XX в. // Имперские и национальные модели управления: российский и европейский опыт. М., 2007;
- Эмигрантские судьбы российских парламентариев начала XX в. // Zgodovinski vestnik univerz v Ljubljani inv Permu. 2008. Št. 2;
- Государственная Дума после 25 февраля 1917 г.: от политической реальности к виртуальности // Известия АлтГУ. Серия «История. Политология». 2008. № 4/4;
- Информационная система «Стенографические отчёты Государственной думы, 1906—1917»: задачи и возможности комплексного историко-ориентированного ресурса // Информационные ресурсы России. 2008. № 6 (в соавт. с Д. А. Гагариной, Н. Г. Горбачёвой и С. И. Корниенко);
- Информационная система «Стенографические отчёты Государственной думы, 1906—1917» // Информационный бюллетень ассоциации «История и компьютер» 2008. № 35 (в соавт. с С. И. Корниенко, И. В. Рябухиным и А. В. Сметаниным);
- Депутатский корпус и лоббистские практики в России начала XX в. // Власть. 2009. № 1;
- М. М. Алексеенко — «отец делового парламентаризма» // Власть. 2009. № 4;
- Стенографические отчёты Государственной Думы начала XX в.: от традиционного к компьютерному источниковедению // Вестник ЧелГУ. История. Вып. 30. 2009. № 6 (в соавт. с С. И. Корниенко);
- Поименные голосования в Государственной Думе III созыва (1907—1912): опыт кластерного анализа // Вестник ЧелГУ. История. Вып. 31. 2009. № 12;
- Дресс-код российских парламентариев начала XX в. // Вестник РУДН. Серия «История России». 2009. № 2;
- Problems of Historical and Cultural Heritage Preservation: Dialogue of Scholars // Rusko-slovtnski dnevi na Filozofski fakulteti Univerze v Ljubljani, maj 2009: Zbornik prispevkov. — Ljubljana, 2009 (в соавт.);
- Information System «State Duma Stenographic Reports, 1906—1917»: Experience for Designing and Realization // Documentation and Analysis of the Historical and Cultural Heritage by Historical Information Science Methods: Proceedings of the Joint Seminar (held at Graz, April, 15-17, 2009). Series of the Institute of History (University of Graz). Perm; Graz, 2009;
- Информационный ресурс по парламентской истории России начала XX в. // Власть. 2010. № 12 (в соавт. с Д. А. Гагариной, С. И. Корниенко и И. В. Рябухиным);
- Историко-ориентированные информационные системы: опыт реализации «пермских» проектов // Вестник Пермского университета. Сер. «История». 2011. № 2 (16) (в соавт. с Д. А. Гагариной и С. И. Корниенко);
- Ресурсы по парламентской истории позднеимперской России в пространстве Рунета // Власть. 2011. № 12 (в соавт. с Д. А. Гагариной, С. И. Корниенко и И. В. Рябухиным);
- Проект «Парламентская история дореволюционной России: научно-образовательный интернет-портал»: основные подходы и способы реализации // Информационный бюллетень Ассоциации «История и компьютер». № 38. 2012 (в соавт. с Д. А. Гагариной, С. И. Корниенко и Д. Г. Решетниковым);
- Депутатский корпус Государственной Думы позднеимперской России в профессиональном измерении // Информационный бюллетень Ассоциации «История и компьютер». № 41. Барнаул, 2013 (в соавт. с С. И. Корниенко);
- Историко-ориентированные информационные системы: понятие, классификация и описание // Сборники Президентской библиотеки. Серия «Электронная библиотека» / науч. ред. Е. Д. Жабко. Вып. 5 : Направления развития цифрового библиотечного, музейного и архивного контента в современной информационной среде. СПб., 2014 (в соавт. с О. В. Власовой, Д. А. Гагариной и С. И. Корниенко);
- Депутаты с повторяющимся парламентским статусом в позднеимперской России: кейс Государственной Думы четвёртого созыва, 1912—1917 годы // Вестник Пермского университета. Сер. «История». 2017. № 1 (36) (в соавт. с Д. А. Гагариной, С. И. Корниенко и А. В. Сотник).
- Вестиментарные коды власти в Российской революции 1917—1921 годов // Вестник Пермского университета. История. 2018. № 1 (40);
- Пиджак в парламенте: испытание постмодерном // Вестник Пермского университета. Политология. 2018. № 2;
- Депутатский корпус Государственной Думы позднеимперской России: от текста источника к статистическим компьютеризованным методам анализа // Историческая информатика. 2019. № 1 (в соавт. с С. И. Корниенко и А. В. Сениной);
- «День 7 ноября — что за день календаря?»: столетие практик памяти и забвения Октябрьской революции 1917 г. // Вестник Пермского федерального исследовательского центра. 2019. № 4 (в соавт. с А. А. Скоселевым).